# 克里斯·斯特劳布
克里斯托弗·“克里斯”·斯特劳布（Kristofer“ Kris” Straub）是美国网络漫画家，也是“棋盘恶梦”，“星际滑移”，“链锯套装”，“巢穴”和“ F和弦”的创造者。他还是网络漫画团体Blank Label Comics和Halfpixel的共同创始人。